# 尖鰭普提魚
尖鰭普提魚，又稱尖鰭狐鯛，為輻鰭魚綱鱸形目隆頭魚亞目隆頭魚科的其中一種，分布於東大西洋的聖赫勒拿島及阿森松岛海域，棲息深度6-60公尺，體長可達33公分，棲息在沙石底質海域，生活習性不明，可作為食用魚。

## 擴展閱讀
維基物種上的相關：尖鰭普提魚